# Delphinium caeruleum
Delphinium caeruleum là một loài thực vật có hoa trong họ Mao lương. Loài này được Jacquem. mô tả khoa học đầu tiên năm 1841.